# Bento Gonçalves
Bento Gonçalves est une ville brésilienne de l'État du Rio Grande do Sul. Sa population était estimée à 100 643 habitants en 2007. La municipalité s'étend sur 383 km2.
C'est la capitale brésilienne du vin. Bento Gonçalves possède un aéroport (code AITA : BGV).

## Économie
Si Bento Gonçalves est considéré comme la capitale brésilienne du vin, c'est aussi le plus grand centre de production de meubles du pays.
Sur les 10 000 fabricants de meuble que compte le Brésil, près de 4000 industriels de l'ameublement sont installés dans cette région qui, en la matière, exporte 70 % de sa production, notamment vers les États-Unis et la Grande-Bretagne.
Toutes les années paires, dans le cadre du Parc des Expositions se tient Movelsul, le Salon professionnel du Meuble qui rassemble 350 exposants accueillant 34 000 (chiffre 2008) professionnels en provenance de plus de 60 pays.

## Sport
La ville possède deux stades, le Stade du Dr. Getúlio Dornelles Vargas (football et rugby à XV), ainsi que le Stade du parc sportif Montanha dos Vinhedos (ce dernier accueille les matchs de la principale équipe de football de la ville, le CE Bento Gonçalves).